# 8월 21일
8월 21일은 그레고리력으로 233번째(윤년일 경우 234번째) 날에 해당한다.

## 사건
- 1140년 - 송나라 장수 악비가 금나라 장수 정성필이 이끄는 부대를 언성 전투에서 물리치다.
- 1192년 - 미나모토노 요리토모가 정이대장군에 취임하다.
- 1770년 - 제임스 쿡 선장이 오스트레일리아 동부를 뉴사우스웨일스로 명명하고 그레이트브리튼 왕국의 영토로 주장하다.
- 1821년 – 자르비스섬이 영국 선박 엘리자 프랜시스호에 의해 발견되다.
- 1831년 - 냇 터너가 흑인 노예와 자유 흑인을 이끌고 버지니아주에서 미국 정부를 상대로 한 반란을 일으키다.
- 1844년 - '민진용의 옥사' 발생.[1]
- 1858년 - 첫 링컨-더글러스 논쟁 토론회가 일리노이주 오타와에서 열리다.
- 1866년 - 평양 군민이 미국 상선 제너럴셔먼호를 불태우다.
- 1911년 - 레오나르도 다빈치의 명화 《모나리자》가 루브르 박물관서 도난되다. (1913년에 회수)
- 1937년 - 중화민국과 소련이 중소 불가침 조약을 체결하다.
- 1944년 - 유엔 창설을 논의하기 위한 덤버턴오크스 회의가 미국 워싱턴 D.C.에서 열리다.
- 1949년 - 독일을 점령한 서방 3개국(미국, 영국, 프랑스), 군정체제 종식.
- 1957년 - 소련이 첫 대륙간탄도유도탄인 R-7 세묘르카 로켓의 장거리 시험 발사에 성공하다.
- 1959년 - 미국 대통령 드와이트 D. 아이젠하워가 하와이를 미국의 50번째 주로 편입하는 법안에 서명하다.
- 1980년 - 대한민국 국군, 전군 주요지휘관회의에서 전두환을 국가원수로 추대키로 결의하다.
- 1981년 - 대한민국 정부, 제5차 경제 개발 5개년 계획을 발표하다.
- 1982년 - 팔레스타인 해방기구(PLO)가 레바논 철수를 개시하다.
- 1983년 - 필리핀의 야당 지도자 베니그노 아키노가 마닐라 공항에서 피살되다.
- 1988년 - 네팔에서 모멘트 규모 6.9의 지진이 발생하여 최소 709명이 사망하고 수천명이 부상을 입다.
- 1991년 -
  - 8월 쿠데타가 실패하고, 실각했던 미하일 고르바초프 대통령 크레믈린으로 귀환하다.
  - 라트비아가 소련으로부터의 독립을 선언하다.
- 1993년 - 화성 탐사선 마스 옵저버과의 통신이 두절되다.
- 1995년 - 경기도 용인군 경기여자기술학원 기숙사 방화로 37명이 사망하고, 16명이 부상당하다.
- 2017년 - 미국 대륙을 가로지르는 개기일식이 일어나다.
- 2018년 - 인천 세일전자 화재가 발생했다.
- 6974년 - 질질찍

## 문화
- 1741년 - 독일 작곡가 게오르크 프리드리히 헨델, 오라토리오 《메시아》 작곡.
- 1919년 - 대한민국 임시정부, 상해판 독립신문 발행.
- 1934년 - 한강 인도교 공사 기공.
- 1986년 - 대한민국, 국립중앙박물관, 옛 중앙청을 개조해 이전 개관.
- 2003년 - 제22회 하계 유니버시아드, 대구광역시에서 개막.
- 2011년 - 일본의 음악 그룹 노기자카46 데뷔.
- 2015년 - 일본의 음악 그룹 케야키자카46 데뷔.
- 2016년 - 제31회 올림픽이 브라질 리우데자네이루에서 폐막.

## 탄생
- 1165년 - 프랑스의 국왕 필리프 2세. (~1223년)
- 1535년 - 일본의 무장 시마즈 요시히로. (~1619년)
- 1567년 - 스위스의 가톨릭 주교이자 성인 프란치스코 살레시오. (~1622년)
- 1670년 - 프랑스의 군인 제1대 베릭 공작 제임스 피츠제임스. (~1734년)
- 1754년
  - 스코틀랜드의 발명가 윌리엄 머독. (~1839년)
  - 잉글랜드의 군인, 정치인 배내스터 탈턴. (~1833년)
- 1765년 - 영국의 국왕 윌리엄 4세. (~1837년)
- 1789년 - 프랑스의 수학자 오귀스탱 루이 코시. (~1857년)
- 1798년 - 프랑스의 역사가 쥘 미슐레. (~1874년)
- 1801년 - 네덜란드의 정치인, 역사가 하윌라우머 흐룬 판 프린스테러르. (~1876년)
- 1821년 - 조선의 천주교 신부 김대건. (~1846년)
- 1872년 - 잉글랜드의 작가, 삽화가 오브리 비어즐리. (~1898년)
- 1873년 - 일제 강점기의 관료 홍석현. (~1931년)
- 1891년 - 푸에르토리코의 슈퍼센티네리언 에밀리아노 메르카도 델 토로. (~2007년)
- 1894년 - 미국의 배우 올리브 블레이크니. (~1959년)
- 1903년 - 대한민국의 문학평론가 김기진. (~1985년)
- 1904년 - 미국의 재즈 피아노 연주자, 작곡가 카운트 베이시. (~1984년)
- 1907년 - 미국의 발명가 존 G. 트럼프. (~1985년)
- 1909년 - 소련의 수학자, 물리학자 니콜라이 보골류보프. (~1992년)
- 1916년
  - 미국의 교육심리학자 로버트 가네. (~2002년)
  - 멕시코의 피아노 연주자, 송라이터 콘수엘로 벨라스케스. (~2005년)
- 1917년 - 러시아의 경제학자, 수학자 레오니트 후르비치. (~2008년)
- 1925년 - 아르헨티나의 군인, 정치인 호르헤 라파엘 비델라. (~2013년)
- 1926년 - 대한민국의 극작가 겸 수필가 김자림. (~1994년)
- 1927년 - 미국의 정치 지도자 토머스 S. 몬슨. (~2018년)
- 1928년 - 미국의 트럼펫 연주자, 작곡가 아트 파머. (~1999년)
- 1930년 - 영국의 왕족 영국 공주 마거릿. (~2002년)
- 1936년 - 미국의 농구 선수 윌트 체임벌린. (~1999년)
- 1938년 - 미국의 싱어송라이터 케니 로저스. (~2020년)
- 1939년 - 보츠와나의 경제학자, 정치인, 제3대 대통령 페스터스 모하에.
- 1940년 - 헝가리계 미국인 수학자, 컴퓨터 과학자 세메레디 엔드레.
- 1941년 - 미국의 싱어송라이터 재키 데샤논.
- 1943년
  - 미국의 작가, 비평가 루시어스 셰퍼드.
  - 바하마의 총리 페리 크리스티.
- 1944년
  - 대한민국의 만화가 이향원. (~2011년)
  - 오스트레일리아의 영화 감독 피터 위어.
- 1945년 - 그리스계 미국인 작곡가 바실 폴레두리스. (~2006년)
- 1949년
  - 대한민국의 경찰 출신 정치인 성낙합. (~2006년)
  - 미국의 배우 로레타 더바인.
- 1950년 - 스위스의 가수 파트리크 쥐베. (~2021년)
- 1952년
  - 체코의 정치인, 총리 이르지 파로우베크.
  - 영국의 싱어송라이터, 기타 연주자 조 스트러머. (~2002년)
  - 일본의 성우 타키자와 쿠미코. (~2022년)
- 1954년
  - 대한민국의 국가공무원 김명수.
  - 프랑스의 전 축구 선수 디디에 시스.
- 1956년 - 영국계 캐나다 배우 킴 커트랠.
- 1957년 - 대한민국의 기업인 오영국.
- 1959년 - 대한민국의 가수 조덕배.
- 1961년 - 미국의 해양학자, 애니메이션 감독 스티븐 힐런버그. (~2018년)
- 1962년
  - 대한민국의 정치인 김태호.
  - 일본의 범죄자 미야자키 쓰토무. (~2008년)
- 1963년
  - 모로코의 국왕 무함마드 6세.
  - 대한민국의 야구 코치, 전 야구 선수 김성현.
  - 잉글랜드의 축구 선수, 감독 나이절 피어슨.
- 1964년 - 대한민국의 정치인 이지수.
- 1966년 - 미국의 야구 선수 존 웨틀랜드.
- 1967년
  - 프랑스의 만화가 샤르브. (~2015년)
  - 캐나다의 배우 캐리앤 모스.
  - 레바논에서 태어난 아르메니아계 미국인 싱어송라이터 세르지 탄키안.
- 1969년 - 대한민국의 영화 감독 박광현.
- 1970년
  - 대한민국의 한국사 강사 전한길.
  - 미국의 야구 선수, 감독 크레이그 카운셀.
  - 이탈리아의 전 권투 선수 파올로 비도츠.
  - 캐나다의 배우 캐시 웨슬럭.
- 1971년
  - 일본의 성우 하기와라 마사토.
  - 대한민국의 전 배우 민경조.
  - 일본의 정치인 호소노 고시.
- 1973년
  - 대한민국의 성우 이원찬.
  - 대한민국의 배우 김금순.
  - 미국의 야구 선수 루 콜리어.
  - 러시아계 미국인 기업인, 구글의 공동 창업자 세르게이 브린.
- 1976년
  - 대한민국의 배우 박선영.
  - 대한민국의 전 배우 최유정.
- 1978년 - 미국의 야구 선수 제이슨 마키.
- 1979년
  - 오스트레일리아의 축구 선수 조엘 그리피스.
  - 미국의 싱어송라이터 켈리스.
- 1980년 - 대한민국의 희극인 현병수.
- 1981년
  - 대한민국의 야구 선수 이대수.
  - 대한민국의 기업인 이시원.
  - 미국의 배우 로스 토머스.
- 1982년
  - 대한민국의 배우 이용주.
  - 대한민국의 아나운서 이혜민.
  - 대한민국의 탁구 선수 김정훈.
- 1983년
  - 대한민국의 아나운서 전주리.
  - 오스트레일리아의 축구 선수 스콧 맥도널드.
  - 미국의 방송인, 모델 브로디 제너.
- 1984년
  - 미국의 전 프로레슬링 선수 이브 토러스.
  - 프랑스의 가수, 댄서, 성우 알리제.
- 1985년
  - 대한민국의 배우 주창욱.
  - 잉글랜드의 배우 로라 해덕.
  - 프랑스의 펜싱 선수 볼라데 아피티.
- 1986년 - 자메이카의 육상 선수 우사인 볼트.
- 1987년
  - 미국의 배우, 래퍼 김기범 (슈퍼주니어).
  - 대한민국의 전직 스타크래프트 프로게이머 김태훈.
- 1988년
  - 폴란드의 축구 선수 로베르트 레반도프스키.
  - 미국의 싱어송라이터 케이시 머스그레이브스.
  - 대한민국의 골프 선수 이보미.
  - 일본의 축구 선수 니시오카 다이키.
- 1989년
  - 미국의 배우 헤이든 패네티어.
  - 스페인의 축구 선수 알레시 비달.
  - 대한민국의 가수 이승윤.
  - 대한민국의 방송인 민주희.
  - 대한민국의 전 축구 선수 김영인.
- 1990년
  - 대한민국의 유튜버, 아프리카BJ 양띵.
  - 대한민국의 바둑 기사 강훈.
  - 미국의 희극인, 싱어송라이터, 배우, 영화 감독 보 버넘.
- 1991년
  - 일본의 배우 마나키 레이카.
  - 네덜란드의 축구 선수 레안드로 바쿠나.
- 1992년 - 대한민국의 가수 송승현 (FT아일랜드).
- 1993년 - 대한민국의 아나운서 이승재.
- 1994년
  - 대한민국의 배우 김동규.
  - 미국의 배우 재클린 에머슨.
  - 미국의 팟캐스터 알렉산드라 쿠퍼.
- 1995년
  - 대한민국의 트로트 가수 박서진.
  - 대한민국의 스타크래프트 프로게이머 홍덕.
- 1996년 - 대한민국의 가수 정승환.
- 1997년 - 대한민국의 축구 선수 정치인.
- 1998년 - 대한민국의 가수 잠비노.
- 2000년
  - 대한민국의 배구 선수 이주아.
  - 대한민국의 배우 이지완.
  - 일본의 배우 오쿠노 소우.
- 2003년
  - 대한민국의 축구 선수 배준호.
  - 잉글랜드의 축구 선수 앨릭스 스콧.
- 2005년 - 일본의 피겨스케이팅 선수 요시다 하나.

## 사망
- 672년 - 제39대 일본의 천황 고분 천황. (648년~)
- 2001년 - 일본의 피겨 스케이팅 선수 혼다 마린.
- 1131년 - 예루살렘 왕국의 왕 예루갈렘의 보두앵 2세. (?~)
- 1157년 - 카스티야의 군주 알폰소 7세. (1104년~)
- 1568년 - 몰타 기사단의 제49대 총장 장 파리조 드 라 발레트. (1495년~)
- 1596년 - 조선의 의병장 김덕령. (1567년~)
- 1614년 - 헝가리의 귀족, 연쇄 살인범 바토리 에르제베트. (1560년~)
- 1814년 - 영국의 물리학자 럼퍼드 백작 벤저민 톰프슨. (1753년~)
- 1836년 - 프랑스 물리학자 클로드 루이 나비에. (1785년~)
- 1838년 - 독일의 시인, 식물학자 아델베르트 폰 샤미소. (1781년~)
- 1940년 - 러시아의 혁명가 레프 트로츠키. (1879년~)
- 1943년 - 덴마크의 소설가, 노벨 문학상 수상자 헨리크 폰토피단. (1857년~)
- 1945년 - 일본의 배우 소노이 케이코. (1913년~)
- 1964년 - 이탈리아의 정치인 팔미로 톨리아티. (1893년~)
- 1977년 - 대한민국의 정치인 정인소. (1907년~)
- 1979년 - 이탈리아의 축구 선수, 감독 주세페 메아차. (1910년~)
- 1983년 - 필리핀의 정치인 베니그노 아키노 2세. (1932년~)
- 1993년 - 일본의 음악가 후지야마 이치로. (1911년~)
- 1995년 - 인도계 미국인 천문학자, 수학자, 노벨 물리학상 수상자 수브라마니안 찬드라세카르. (1910년~)
- 2005년 - 미국의 전자공학자, 사업가 로버트 모그. (1934년~)
- 2008년 - 대한민국의 배우 이언. (1981년~)
- 2012년 - 미국의 수학자 윌리엄 서스턴. (1946년~)
- 2015년 - 중국의 정치인 왕둥싱. (1916년~)
- 2018년 - 아이슬란드의 배우, 가수 스테바운 카를 스테바운손. (1975년~)
- 2019년 - 대한민국의 기자 이용마. (1969년~)
- 2020년 - 영국의 교육학자 켄 로빈슨. (1950년~)
- 2021년
  - 미국의 라디오 진행자 필 밸런타인. (1959년~)
  - 리히텐슈타인의 대공부인 브히니츠와 데타우 백작부인 마리 킨스키. (1940년~)
- 2022년 - 대한민국의 문학평론가 홍정선. (1953년~)
- 2024년
  - 대한민국의 정치인 금진호. (1932년~)
  - 대한민국의 법조인 박준서. (1940년~)
  - 미국의 영화배우 존 에이모스. (1939년~)
  - 스페인의 축구인 프란시스코 가르시아 고메스. (1938년~)

## 기념일
- 국왕 탄생기념일(Anniversaire de Mohammed VI): 모로코
- 니노이 아키노 데이(Ninoy Aquino Day): 필리핀

## 같이 보기
- 전날: 8월 20일 다음날: 8월 22일 - 전달: 7월 21일 다음달: 9월 21일
- 음력: 8월 21일
- 모두 보기